# Ferdinand Potůček
Ferdinand Potůček (28. listopadu 1866 – 25. září 1930) byl český stavitel, dlouholetý starosta pardubického Sokola.[zdroj?]
Podle projektu Ing. arch. Karla Pokorného postavil v letech 1900–1903 v Pardubicích budovu nemocnice. Dle návrhů architektů Antonína Mendla a Václava Šantrůčka postavil v letech 1922–1923 sokolovnu v Pardubicích.
Byl otcem architekta Ing. Ferdinanda Potůčka.[zdroj?]

## Galerie

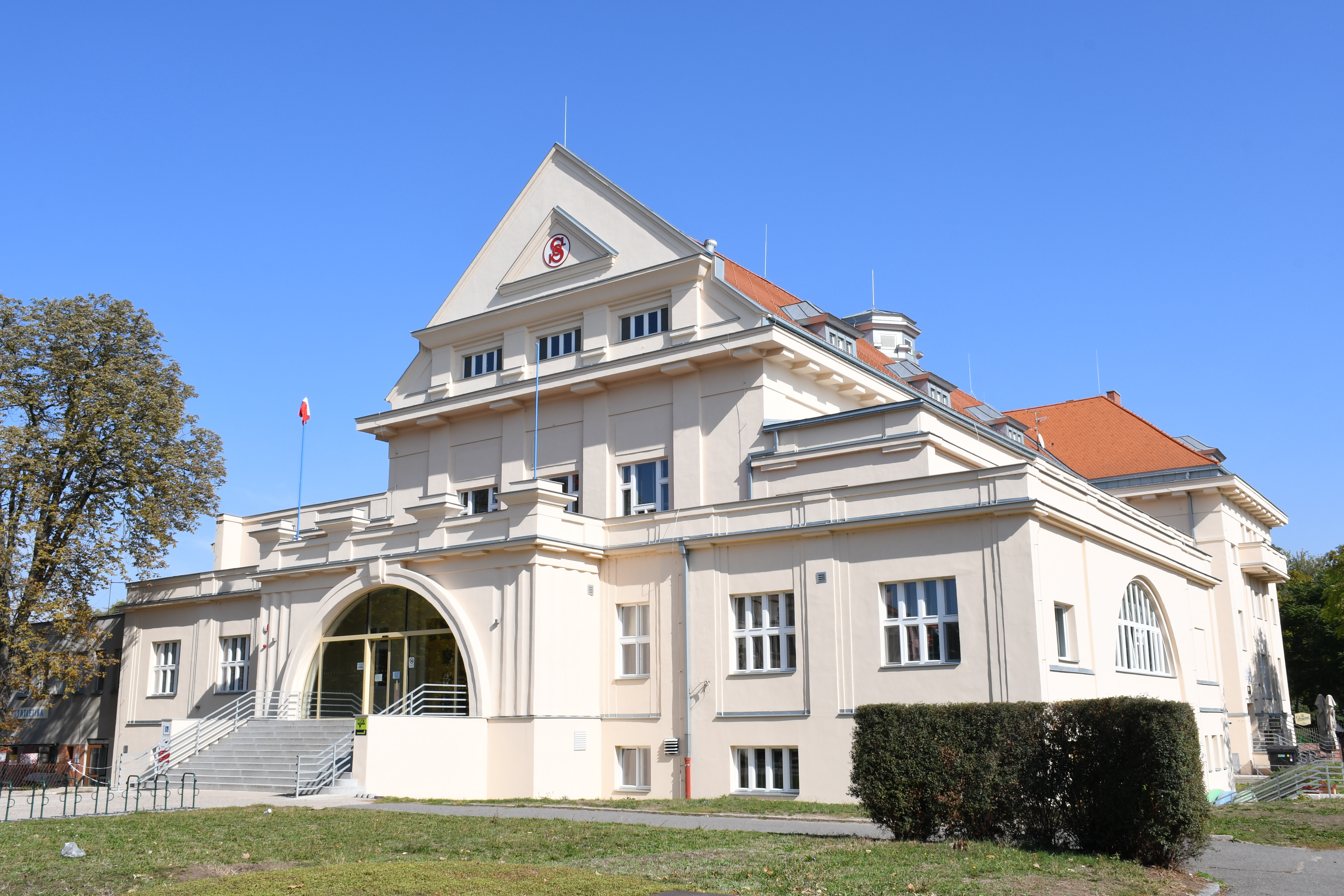
Sokolovna Pardubice
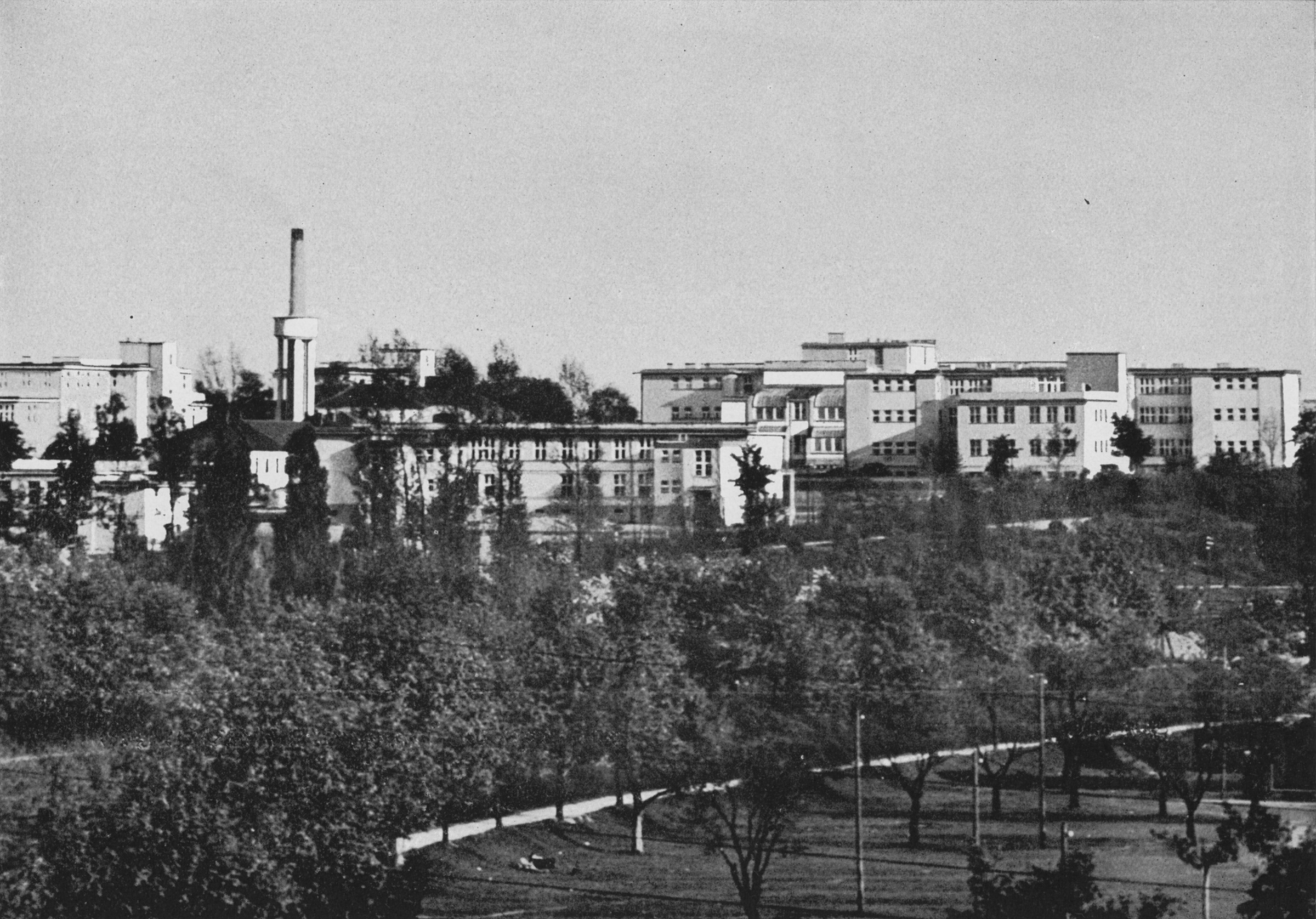
Všeobecná veřejná okresní nemocnice v Pardubicích